# Serie A2 1984-1985 (hockey su pista)
La Serie A2 1984-1985 è stata la 36ª edizione del torneo di secondo livello del campionato italiano di hockey su pista. Esso è stato organizzato dalla Federazione Italiana Hockey e Pattinaggio in collaborazione con la Lega Nazionale Hockey Pista avente sede a Monza in via Buonarroti 96.
Al termine del torneo furono promosse in Serie A1 l'Amatori Modena, il Trissino e il CGC Viareggio. A retrocedere in Serie B furono Triestina e il Prato Primavera, quest'ultimo in seguito riammesso causa allargamento dell'organico a 14 squadre.

## Novità
Fu ancora una volta un campionato di transizione in attesa del completamento della ristrutturazione dei campionati federali fino alla Serie D.
L'ulteriore allargamento a 14 squadre non fu però fatto dalla FIHP annullando le retrocessioni che, limitate anche in questa stagione alle due ultime squadre classificate, furono gestite dalla federazione in base alle richieste di ripescaggio presentate dalle società non aventi diritto, sia retrocesse che non promosse dalla Serie B.

## Formula
Il torneo fu organizzato con la formula del girone all'italiana senza alcun play-off con le vincenti della categoria inferiore ne tanto meno con le retrocedende della Serie A1 a mettere in discussione i titoli acquisiti sul campo durante la regular season.
Le prime tre classificate sono però ammesse ai play-off scudetto nel turno preliminare da giocare con le squadre di Serie A1 classificate al 6º, 7º e 8º posto in classifica.
Le ultime due squadre retrocedettero in Serie Serie B.

## Squadre partecipanti
| Club             | Stag.    | Città          | Impianto                           | Stagione precedente         |
| ---------------- | -------- | -------------- | ---------------------------------- | --------------------------- |
| Amatori Modena   | dettagli | Modena         | PalaMolza                          | 12º in Serie A1, retrocesso |
| CGC Viareggio    | dettagli | Viareggio (LU) | Palazzo dello Sport                | 7º in Serie A2              |
| Goriziana        | dettagli | Gorizia        | PalaBigot                          | 8º in Serie A2              |
| Grosseto         | dettagli | Grosseto       | Pala Casa Mora di Castiglione (GR) | In Serie B, promosso        |
| Laverda Breganze | dettagli | Breganze (VI)  | PalaFerrarin                       | 6º in Serie A2              |
| Prato Primavera  | dettagli | Maliseti (FI)  | Pattinodromo di Maliseti           | 4º in Serie A2              |
| Seregno          | dettagli | Seregno (MI)   | PalaStadio                         | 13º in Serie A1, retrocesso |
| Thiene           | dettagli | Thiene (VI)    | Palazzetto Robur                   | 5º in Serie A2              |
| Tricolore        | dettagli | Reggio Emilia  | PalaPietri a Correggio (RE)        | 9º in Serie A2              |
| Triestina        | dettagli | Trieste        | PalaChiarbola                      | In Serie B, promosso        |
| Trissino         | dettagli | Trissino (VI)  | Palasport via Dante                | 14º in Serie A1, retrocesso |
| Viareggio        | dettagli | Viareggio (LU) | Palazzo dello Sport                | In Serie B, promosso        |

### Allenatori e primatisti
Denominazioni dei club, allenatori e impianti sportivi tratti dalla guida della LNHP-FIHP 1984
| Squadra          | Allenatore        | Cannoniere (Miglior marcatore nella stagione regolare) |
| ---------------- | ----------------- | ------------------------------------------------------ |
| Amatori Modena   | Italo Ponzani     | Andrea Pontiroli (33)                                  |
| CGC Viareggio    | Moreno Cosci      | Antonio Sturla (27)                                    |
| Goriziana        | Fulvio Bercè      | Maurizio Kalik (23)                                    |
| Grosseto         | Marco Mariotti    | Enrico Mariotti (47)                                   |
| Laverda Breganze | Aronne Cerato     | Alberto Casagrande (28)                                |
| Prato Primavera  | Luciano Gianassi  | Federico Barbani (17)                                  |
| Seregno          | Maurizio Righi    | Dionigi De Grandis (37)                                |
| Thiene           | Aldo Pozzan       | Alberto Cenzi e Oscar Trovatelli (18)                  |
| Tricolore        | Montanari         | Andrea Ferretti (30)                                   |
| Triestina        | Claudio Fonda     | Riccardo Molendi (9)                                   |
| Trissino         | Bruno Vigolo      | Antonio Faccin e Luca Chiarello (29)                   |
| Viareggio        | Francesco Martini | Mauro Martinelli (25)                                  |

## Classifica finale
Classifica compilata esclusivamente con dati LNHP-FIHP
|  | Pos. | Squadra          | Pt | G  | V  | N | P  | GF  | GS  | DR? |
|  | ---- | ---------------- | -- | -- | -- | - | -- | --- | --- | --- |
|  | 1.   | Amatori Modena   | 32 | 22 | 14 | 4 | 4  | 101 | 78  | +23 |
|  | 2.   | Trissino         | 31 | 22 | 13 | 5 | 4  | 100 | 71  | +29 |
|  | 3.   | CGC Viareggio    | 31 | 22 | 10 | 3 | 9  | 95  | 58  | +37 |
|  | 4.   | Grosseto         | 30 | 22 | 13 | 4 | 5  | 109 | 68  | +41 |
|  | 5.   | Tricolore        | 26 | 22 | 9  | 8 | 8  | 106 | 87  | +19 |
|  | 6.   | Seregno          | 22 | 22 | 7  | 8 | 7  | 70  | 80  | -10 |
|  | 7.   | Viareggio        | 20 | 22 | 7  | 6 | 9  | 79  | 91  | -12 |
|  | 8.   | Thiene           | 20 | 22 | 9  | 2 | 11 | 73  | 83  | -10 |
|  | 9.   | Laverda Breganze | 19 | 22 | 8  | 3 | 11 | 75  | 74  | +1  |
|  | 10.  | Goriziana        | 15 | 22 | 5  | 5 | 12 | 77  | 91  | -14 |
|  | 11.  | Triestina        | 13 | 22 | 5  | 3 | 14 | 68  | 105 | -37 |
|  | 12.  | Prato Primavera  | 5  | 22 | 2  | 1 | 19 | 40  | 107 | -67 |

Legenda:
  Partecipa al play-off scudetto.
      Promosso in Serie A1 1985-1986.
      Retrocesso in Serie B 1985-1986.
Note:
Due punti a vittoria, uno a pareggio, zero a sconfitta.
In caso di arrivo di due o più squadre a pari punti, la graduatoria finale verrà stilata secondo la classifica avulsa tra le squadre interessate che prevede, in ordine, i seguenti criteri:
- Punti negli scontri diretti.
- Differenza reti negli scontri diretti.
- Differenza reti generale.
- Reti realizzate in generale.
- Sorteggio.

## Risultati

### Tabellone
Compilato esclusivamente con risultati pubblicati dalla LNHP.
| 1984-1985        | AmMo | CgcV | Gori | Gros | LavB | PraP | Sere | Thie | Tric | Trie | Tris | Viar |
| ---------------- | ---- | ---- | ---- | ---- | ---- | ---- | ---- | ---- | ---- | ---- | ---- | ---- |
| Amatori Modena   | –––– | 7-4  | 8-3  | 3-5  | 6-4  | 6-2  | 1-1  | 5-3  | 3-3  | 4-3  | 6-4  | 6-4  |
| CGC Viareggio    | 4-3  | –––– | 3-0  | 5-3  | 4-2  | 5-0  | 8-2  | 2-1  | 6-3  | 8-2  | 1-1  | 9-0  |
| Goriziana        | 1-4  | 6-6  | –––– | 1-4  | 10-2 | 6-1  | 6-1  | 0-3  | 4-5  | 7-2  | 3-3  | 3-3  |
| Grosseto         | 9-1  | 3-4  | 4-2  | –––– | 2-0  | 6-1  | 3-3  | 4-0  | 3-3  | 5-1  | 10-3 | 4-4  |
| Laverda Breganze | 2-3  | 3-3  | 6-1  | 4-2  | –––– | 8-0  | 2-2  | 8-3  | 4-4  | 6-1  | 2-3  | 6-2  |
| Prato Primavera  | 2-4  | 1-5  | 3-3  | 4-8  | 0-1  | –––– | 4-1  | 0-1  | 1-4  | 4-3  | 1-4  | 2-3  |
| Seregno          | 2-3  | 4-2  | 2-1  | 4-4  | 7-3  | 7-2  | –––– | 7-4  | 5-9  | 5-5  | 3-5  | 4-3  |
| Thiene           | 4-7  | 7-2  | 5-5  | 6-5  | 3-2  | 4-2  | 3-3  | –––– | 4-1  | 3-5  | 2-3  | 7-2  |
| Tricolore        | 4-4  | 5-5  | 7-4  | 3-5  | 7-3  | 7-2  | 8-1  | 6-3  | –––– | 8-10 | 3-5  | 5-4  |
| Triestina        | 3-7  | 3-3  | 1-4  | 4-12 | 3-2  | 4-3  | 0-2  | 2-3  | 4-4  | –––– | 3-6  | 4-2  |
| Trissino         | 5-4  | 1-0  | 14-4 | 4-5  | 5-1  | 11-2 | 2-2  | 5-3  | 5-5  | 3-2  | –––– | 2-2  |
| Triestina        | 6-6  | 1-6  | 4-3  | 8-3  | 3-4  | 6-3  | 2-2  | 7-1  | 2-2  | 4-3  | 7-6  | –––– |

### Calendari
Compilato esclusivamente con risultati omologati dalla FIHP.
| Andata (1ª) | Andata (1ª) | Prima giornata             | Ritorno (12ª) | Ritorno (12ª) |
|             |             |                            |               |               |
| 3 nov.      | 1-1         | CGC Viareggio-Trissino     | 0-1           | 19 gen.       |
| 3 nov.      | 6-1         | Laverda Breganze-Goriziana | 2-10          | 19 gen.       |
| 3 nov.      | 4-8         | Prato Primavera-Grosseto   | 1-6           | 19 gen.       |
| 3 nov.      | 3-3         | Thiene-Seregno             | 4-7           | 7 feb.        |
| 3 nov.      | 4-4         | Tricolore-Amatori Modena   | 3-3           | 6 feb.        |
| 3 nov.      | 4-2         | Triestina-Viareggio        | 3-4           | 19 gen.       |

| Andata (2ª) | Andata (2ª) | Seconda giornata                | Ritorno (13ª) | Ritorno (13ª) |
|             |             |                                 |               |               |
| 10 nov.     | 6-4         | Amatori Modena-Laverda Breganze | 3-2           | 26 gen.       |
| 10 nov.     | 6-1         | Goriziana-Prato Primavera       | 3-3           | 26 gen.       |
| 10 nov.     | 3-3         | Grosseto-Tricolore              | 5-3           | 26 gen.       |
| 10 nov.     | 4-2         | Seregno-CGC Viareggio           | 2-8           | 26 gen.       |
| 10 nov.     | 3-2         | Trissino-Triestina              | 6-3           | 26 gen.       |
| 10 nov.     | 7-1         | Viareggio-Thiene                | 2-7           | 26 gen.       |

| Andata (3ª) | Andata (3ª) | Terza giornata               | Ritorno (14ª) | Ritorno (14ª) |
|             |             |                              |               |               |
| 17 nov.     | 4-3         | CGC Viareggio-Amatori Modena | 4-7           | 2 feb.        |
| 17 nov.     | 2-2         | Laverda Breganze-Seregno     | 3-7           | 2 feb.        |
| 17 nov.     | 1-4         | Prato Primavera-Trissino     | 2-11          | 2 feb.        |
| 17 nov.     | 6-5         | Thiene-Grosseto              | 0-4           | 2 feb.        |
| 20 nov.     | 5-4         | Tricolore-Viareggio          | 2-2           | 1 feb.        |
| 17 nov.     | 1-4         | Triestina-Goriziana          | 2-7           | 2 feb.        |

| Andata (4ª) | Andata (4ª) | Quarta giornata                | Ritorno (15ª) | Ritorno (15ª) |
|             |             |                                |               |               |
| 24 nov.     | 6-2         | Amatori Modena-Prato Primavera | 4-2           | 9 feb.        |
| 24 nov.     | 0-3         | Goriziana-Thiene               | 5-5           | 9 feb.        |
| 24 nov.     | 3-4         | Grosseto-CGC Viareggio         | 3-5           | 9 feb.        |
| 24 nov.     | 5-5         | Seregno-Triestina              | 2-0           | 9 feb.        |
| 24 nov.     | 5-5         | Trissino-Tricolore             | 5-3           | 9 feb.        |
| 24 nov.     | 3-4         | Viareggio-Laverda Breganze     | 2-6           | 9 feb.        |

| Andata (5ª) | Andata (5ª) | Quinta giornata           | Ritorno (16ª) | Ritorno (16ª) |
|             |             |                           |               |               |
| 1º dic.     | 9-0         | CGC Viareggio-Viareggio   | 6-1           | 15 feb.       |
| 1º dic.     | 4-2         | Laverda Breganze-Grosseto | 0-2           | 16 feb.       |
| 1º dic.     | 2-1         | Seregno-Goriziana         | 1-6           | 16 feb.       |
| 1º dic.     | 2-3         | Thiene-Trissino           | 3-5           | 16 feb.       |
| 1º dic.     | 7-2         | Tricolore-Prato Primavera | 4-1           | 16 feb.       |
| 1º dic.     | 3-7         | Triestina-Amatori Modena  | 3-4           | 16 feb.       |

| Andata (6ª) | Andata (6ª) | Sesta giornata            | Ritorno (17ª) | Ritorno (17ª) |
|             |             |                           |               |               |
| 12 dic.     | 5-3         | Amatori Modena-Thiene     | 7-4           | 23 feb.       |
| 12 dic.     | 1-4         | Goriziana-Grosseto        | 2-4           | 23 feb.       |
| 12 dic.     | 4-3         | Prato Primavera-Triestina | 3-4           | 23 feb.       |
| 12 dic.     | 5-5         | Tricolore-CGC Viareggio   | 3-6           | 23 feb.       |
| 12 dic.     | 5-1         | Trissino-Laverda Breganze | 3-2           | 23 feb.       |
| 11 dic.     | 2-2         | Viareggio-Seregno         | 3-4           | 23 feb.       |

| Andata (7ª) | Andata (7ª) | Settima giornata                 | Ritorno (18ª) | Ritorno (18ª) |
|             |             |                                  |               |               |
| 15 dic.     | 8-2         | CGC Viareggio-Triestina          | 3-3           | 2 mar.        |
| 15 dic.     | 3-3         | Goriziana-Viareggio              | 3-4           | 2 mar.        |
| 15 dic.     | 9-1         | Grosseto-Amatori Modena          | 5-3           | 2 mar.        |
| 15 dic.     | 8-0         | Laverda Breganze-Prato Primavera | 1-0           | 2 mar.        |
| 15 dic.     | 3-5         | Seregno-Trissino                 | 2-2           | 2 mar.        |
| 15 dic.     | 4-1         | Thiene-Tricolore                 | 3-6           | 2 mar.        |

| Andata (8ª) | Andata (8ª) | Ottava giornata            | Ritorno (19ª) | Ritorno (19ª) |
|             |             |                            |               |               |
| 22 dic.     | 6-4         | Amatori Modena-Trissino    | 4-5           | 9 mar.        |
| 22 dic.     | 4-1         | Prato Primavera-Seregno    | 2-7           | 9 mar.        |
| 22 dic.     | 7-2         | Thiene-CGC Viareggio       | 1-2           | 9 mar.        |
| 22 dic.     | 7-4         | Tricolore-Goriziana        | 5-4           | 9 mar.        |
| 22 dic.     | 3-2         | Triestina-Laverda Breganze | 1-6           | 9 mar.        |
| 22 dic.     | 8-3         | Viareggio-Grosseto         | 4-4           | 9 mar.        |

| Andata (9ª) | Andata (9ª) | Nona giornata                 | Ritorno (20ª) | Ritorno (20ª) |
|             |             |                               |               |               |
| 29 dic.     | 6-4         | Amatori Modena-Viareggio      | 6-6           | 16 mar.       |
| 29 dic.     | 5-0         | CGC Viareggio-Prato Primavera | 5-1           | 16 mar.       |
| 29 dic.     | 3-3         | Grosseto-Seregno              | 4-4           | 16 mar.       |
| 29 dic.     | 8-3         | Laverda Breganze-Thiene       | 2-3           | 16 mar.       |
| 29 dic.     | 4-4         | Triestina-Tricolore           | 10-8          | 16 mar.       |
| 29 dic.     | 14-4        | Trissino-Goriziana            | 3-3           | 16 mar.       |

| Andata (10ª) | Andata (10ª) | Decima giornata                | Ritorno (21ª) | Ritorno (21ª) |
|              |              |                                |               |               |
| 5 gen.       | 1-4          | Goriziana-Amatori Modena       | 3-8           | 23 mar.       |
| 5 gen.       | 5-1          | Grosseto-Triestina             | 12-4          | 23 mar.       |
| 5 gen.       | 3-3          | Laverda Breganze-CGC Viareggio | 2-4           | 23 mar.       |
| 5 gen.       | 5-9          | Seregno-Tricolore              | 1-8           | 23 mar.       |
| 5 gen.       | 4-2          | Thiene-Prato Primavera         | 1-0           | 23 mar.       |
| 5 gen.       | 7-6          | Viareggio-Trissino             | 2-2           | 23 mar.       |

| \| Andata (11ª) \| Andata (11ª) \| Undicesima giornata \| Ritorno (22ª) \| Ritorno (22ª) \| \| \| \| \| \| \| \| 12 gen. \| 1-1 \| Amatori Modena-Seregno \| 3-2 \| 30 mar. \| \| 12 gen. \| 3-0 \| CGC Viareggio-Goriziana \| 6-6 \| 30 mar. \| \| 12 gen. \| 2-3 \| Prato Primavera-Viareggio \| 3-6 \| 30 mar. \| \| 12 gen. \| 7-3 \| Tricolore-Laverda Breganze \| 4-4 \| 30 mar. \| \| 12 gen. \| 2-3 \| Triestina-Thiene \| 5-3 \| 30 mar. \| \| 12 gen. \| 4-5 \| Trissino-Grosseto \| 3-10 \| 30 mar. \| |              |                            |               |               |
| Andata (11ª) | Andata (11ª) | Undicesima giornata        | Ritorno (22ª) | Ritorno (22ª) |
| |              |                            |               |               |
| 12 gen. | 1-1          | Amatori Modena-Seregno     | 3-2           | 30 mar.       |
| 12 gen. | 3-0          | CGC Viareggio-Goriziana    | 6-6           | 30 mar.       |
| 12 gen. | 2-3          | Prato Primavera-Viareggio  | 3-6           | 30 mar.       |
| 12 gen. | 7-3          | Tricolore-Laverda Breganze | 4-4           | 30 mar.       |
| 12 gen. | 2-3          | Triestina-Thiene           | 5-3           | 30 mar.       |
| 12 gen. | 4-5          | Trissino-Grosseto          | 3-10          | 30 mar.       |